# Athyreus chalybeatus
Athyreus chalybeatus es una especie de coleóptero de la familia Geotrupidae.

## Distribución geográfica
Habita en Uruguay y Argentina.